# Vtáčnik (1090 m)
Vtáčnik (1090 m) – szczyt w Wielkiej Fatrze na Słowacji. Znajduje się pomiędzy szczytami Šiprúň (1461 m) i Malinné (1209 m).
Vtáčnik wznosi się w głównym grzbiecie tzw. liptowskiej grani Wielkiej Fatry i znajduje się w otulinie Parku Narodowego Wielka Fatra. Od najbardziej południowego wierzchołka Malinnégo oddziela go przełęcz Pod Vtáčnikom, od grzbietu Šiprúnia tylko bardzo płytkie wcięcie. Szczyt Vtáčnika i najwyższą część jego zboczy pokrywa hala, która ciągnie się poprzez przełęcz Pod Vtáčnikom aż po południowy szczyt Malinnégo. Północno-zachodnie zbocza Vtáčnika opadają do górnej części Čutkovskiej doliny, południowo-wschodnie do Trlenskiej doliny. 

## Turystyka
Dzięki trawiastym terenom hali Vtáčnik jest dobrym punktem widokowym. Tuż pod jego szczytem krzyżują się dwa szlaki turystyki pieszej i rowerowej.
  Čutkovská dolina – chata pod Kozím – Vtáčnik – Pod Vtáčnikom – Malinné – hotel „Malina". Odległość 7,1 km, suma podejść 600 m, suma zejść 10 m, czas przejścia 2,20 h (z powrotem 1,50 h)
  Pod Vtáčnikom – hotel „Malina". Odległość 2,4 km, suma podejść 90 m, suma zejść 290 m, czas przejścia 50 min (z powrotem 1,05 h)
  odcinek: Pod Sidorovom – Pod Vtáčnikom. Odległość 2,7 km, suma podejść 275 m, suma zejść 15 m, czas przejścia 1 h (z powrotem 45 min)
  odcinek: Pod Vtáčnikom – Vyšné Šiprúnske sedlo. Odległość 2,6 km, suma podejść 275 m, suma zejść 50 m, czas przejścia 1 h (z powrotem 45 min)